# Добсон, Юэн
Юэн Добсон (англ. Ewan Dobson) — канадский гитарист, исполняющий музыку в стиле фингерстайл и акустический метал, использующий различный набор техник игры на акустической гитаре. При записи новых композиций сотрудничает с независимом лейблом CandyRat Records. Его музыка многое унаследовала у блюграсса, классики, фолк-музыки, техно, метала, а также транса.
Юэн Добсон является обладателем множества наград по классической и акустической гитарной музыке, включая первые призы в музыкальном фестивале Burlington Rotary Fall, музыкальном фестивале Pickering Rotary 1996 и 1998 годов, а также стипендии D`Addario от музыкального фестиваля Kiwanis, которая дается лучшему классическому гитаристу, участвующему в конкурсе. Юэн занял первое место в пятых ежегодных соревнованиях по фингерстайлу Annual Canadian Fingerstyle Guitar Competition. Спустя три месяца после этого он занял третье место в 38 ежегодном конкурсе Annual International Fingerstyle Guitar Competition в Уинфилде (штат Канзас), а сразу после этого — первое место в категории «акустическая гитара» в четвёртом ежегодном соревновании Annual Montreal Guitar Grand Prix.
В 1993 году Юэну поставили диагноз синдрома дефицита внимания и гиперактивности, обсессивно-компульсивного расстройства и лёгкую форму синдрома Туретта. В поддержку осведомлённости о существовании синдрома Туретта участвовал в благотворительной конференции Tourette’s Syndrome National Conference в Канаде.

## Альбомы
- Guitar (2007)
- The Red Army Love Potion (2008)
- Healthy Obsession (2009)
- Ewan Dobson (2010)
- Ewan Dobson II (2011)
- Ewan Dobson III (2012)
- World Candies (2012)
- Acoustic Metal (2013)
- Acoustic Metal II (2014)
- 12 String Guitar (2014)
- Insomnimania (2016)
- Little Angels (2019)
- Tribunal of Penance (2021)
- Circles of Torment (2023)